# أرماندو كونتريرز بالما
أرماندو كونتريرز بالما (بالإسبانية: Armando Contreras Palma)‏ هو مدرب كرة قدم ولاعب كرة قدم سلفادوري، ولد في 14 أبريل 1947 في سان ميغيل في السلفادور.